# 서울특별시도 제51호선 (안내용)
서울특별시도 제51호선은 서울특별시 서초구 내곡터널 시계에서 도봉구 도봉산역 시계에 이르는 서울특별시도로, 도로안내를 위해 부여된 번호이다. 이 도로의 특징은 다른 특별시도와 달리 직선으로 연결되어 있다는 것이 특징이며, 서울특별시도 제31호선과 같이 일반도로와 자동차전용도로가 연결되어 있다는 것도 특징이다. 이 도로의 총 연장은 31.0km이다.

## 구성
- 분당내곡도시고속화도로 - 언주로 - 고산자로 - 종암로 - 도봉로

## 경유지
서울특별시
- 서초구 - 강남구 - 성동구 - 동대문구 - 성북구 - 강북구 - 도봉구

## 노선
- (■): 자동차 전용도로 구간

| 구간                          | 이름                                    | 접속 노선                                     | 소재지                        | 소재지 | 비고                                       |
| 분당내곡도시고속화도로와 직결 | 분당내곡도시고속화도로와 직결           | 분당내곡도시고속화도로와 직결                 | 분당내곡도시고속화도로와 직결 | 분당내곡도시고속화도로와 직결                                                                               | 분당내곡도시고속화도로와 직결              |
| ----------------------------- | --------------------------------------- | --------------------------------------------- | ----------------------------- | --- | ------------------------------------------ |
| 언주로                        | 내곡터널                                |                                               | 서울특별시                    | 서초구 | 연장 1,059m                                |
| 언주로                        | 내곡 나들목                             | 서울특별시도 제41호선 (헌릉로)                | 서울특별시                    | 서초구 |                                            |
| 언주로                        | 구룡터널                                |                                               | 서울특별시                    | 서초구 | 연장 1,180m                                |
| 언주로                        | 구룡터널                                | 강남구                                        | 서울특별시                    | | 연장 1,180m                                |
| 언주로                        | 구룡터널 교차로 (개포지하차도)          | 국도 제47호선 (양재대로)                      | 서울특별시                    | |                                            |
| 언주로                        | 구룡초교 교차로                         | 개포로                                        | 서울특별시                    | |                                            |
| 언주로                        | 영동3교                                 |                                               | 서울특별시                    | |                                            |
| 언주로                        | 매봉터널 교차로                         | 서울특별시도 제92호선 (남부순환로)            | 서울특별시                    | |                                            |
| 언주로                        | 매봉터널                                |                                               | 서울특별시                    | 연장 250m                                                                                                   |                                            |
| 언주로                        | 연세대학교 강남세브란스병원             |                                               | 서울특별시                    | |                                            |
| 언주로                        | 강남세브란스 교차로                     | 도곡로                                        | 서울특별시                    | |                                            |
| 언주로                        | 개나리아파트 교차로                     | 역삼로                                        | 서울특별시                    | |                                            |
| 언주로                        | 르네상스호텔사거리                      | 서울특별시도 제90호선 (테헤란로)              | 서울특별시                    | |                                            |
| 언주로                        | 경복아파트 교차로                       | 봉은사로                                      | 서울특별시                    | |                                            |
| 언주로                        | 서울세관사거리                          | 학동로                                        | 서울특별시                    | |                                            |
| 언주로                        | 서울세관                                |                                               | 서울특별시                    | |                                            |
| 언주로                        | 도산공원 교차로                         | 도산대로                                      | 서울특별시                    | |                                            |
| 언주로                        | 성수대교남단 교차로                     | 압구정로                                      | 서울특별시                    | |                                            |
| 언주로                        | 성수대교남단 나들목                     | [[서울특별시도 제88호선] (올림픽대로)         | 서울특별시                    | |                                            |
| 언주로                        | 성수대교                                |                                               | 서울특별시                    | |                                            |
| 고산자로                      | 성동구                                  |                                               | 서울특별시                    | |                                            |
| 고산자로                      | 성동구                                  | 성수대교북단 나들목                           | 서울특별시                    | 국도 제46호선 국가지원지방도 제23호선 서울특별시도 제70호선 (강변북로) 서울특별시도 제61호선 (동부간선도로) |                                            |
| 고산자로                      | 성동구                                  | 성수대교북단 교차로                           | 서울특별시                    | 뚝섬로 |                                            |
| 고산자로                      | 성동구                                  | 응봉교 교차로 (응봉지하차도)                  | 서울특별시                    | 서울특별시도 제61호선 (동부간선도로) 광나루로                                                               | 응봉지하차도 이용해 동부간선도로 진입 가능 |
| 고산자로                      | 성동구                                  | 응봉교                                        | 서울특별시                    | | 구 성수교                                  |
| 고산자로                      | 성동구                                  | 응봉역                                        | 서울특별시                    | |                                            |
| 고산자로                      | 성동구                                  | 응봉삼거리                                    | 서울특별시                    | 독서당로 |                                            |
| 고산자로                      | 성동구                                  | 무학여고앞 교차로                             | 서울특별시                    | 행당로 고산자로10길                                                                                         |                                            |
| 고산자로                      | 성동구                                  | 왕십리역 교차로 (성동지하차도)                | 서울특별시                    | 서울특별시도 제60호선 (왕십리로) 왕십리광장로                                                               |                                            |
| 고산자로                      | 성동구                                  | 성동구청                                      | 서울특별시                    | |                                            |
| 고산자로                      | 성동구                                  | 도선사거리                                    | 서울특별시                    | 마장로 |                                            |
| 고산자로                      | 성동구                                  | 서울시설공단 교차로 (고산자교)                | 서울특별시                    | 서울특별시도 제50호선 (청계천로) 살곶이길                                                                   |                                            |
| 고산자로                      | 동대문구청 교차로 (용두역)              | 천호대로                                      | 서울특별시                    | 동대문구 |                                            |
| 고산자로                      | 경동시장사거리                          | 국도 제6호선 (왕산로)                         | 서울특별시                    | 동대문구 |                                            |
| 고산자로                      | 경동시장                                |                                               | 서울특별시                    | 동대문구 |                                            |
| 고산자로                      | 제기사거리                              | 약령시로                                      | 서울특별시                    | 동대문구 |                                            |
| 고산자로                      | 홍파초교 교차로                         | 제기로                                        | 서울특별시                    | 동대문구 |                                            |
| 고산자로                      | 제2제기교                               | 고산자로58길 고산자로60길 제기로7길 제기로9길 | 서울특별시                    | 동대문구 |                                            |
| 고산자로                      | 고려대삼거리 (고려대역 교차로)          | 안암로                                        | 서울특별시                    | 동대문구 |                                            |
| 종암로                        | 고려대삼거리 (고려대역 교차로)          | 안암로                                        | 서울특별시                    | 동대문구 |                                            |
| 고려대앞 교차로               | 회기로                                  | 성북구                                        | 서울특별시                    | |                                            |
| 개운산입구 교차로             | 북악산로                                | 성북구                                        | 서울특별시                    | |                                            |
| 사대부고앞 교차로             | 월곡로                                  | 성북구                                        | 서울특별시                    | |                                            |
| 서울종암경찰서                |                                         | 성북구                                        | 서울특별시                    | |                                            |
| 종암사거리                    | 서울특별시도 제20호선 (정릉로) (화랑로) | 성북구                                        | 서울특별시                    | |                                            |
| 미아사거리                    | 동소문로 월계로                         | 성북구                                        | 서울특별시                    | |                                            |
| 미아사거리                    | 동소문로 월계로                         | 도봉로                                        | 서울특별시                    | 강북구 |                                            |
| 미아사거리역                  | 숭인로                                  | 도봉로                                        | 서울특별시                    | 강북구 |                                            |
| 삼양입구사거리                | 솔샘로 오현로 도봉로15길 도봉로10길     | 도봉로                                        | 서울특별시                    | 강북구 |                                            |
| 미아역 교차로                 | 솔매로                                  | 도봉로                                        | 서울특별시                    | 강북구 |                                            |
| 수유사거리                    | 덕릉로 노해로                           | 도봉로                                        | 서울특별시                    | 강북구 |                                            |
| 수유역 교차로                 | 오패산로 도봉로87길                     | 도봉로                                        | 서울특별시                    | 강북구 |                                            |
| 강북구청 교차로               | 한천로                                  | 도봉로                                        | 서울특별시                    | 강북구 |                                            |
| 우이교                        |                                         | 도봉로                                        | 서울특별시                    | 강북구 |                                            |
| 도봉구                        |                                         | 도봉로                                        | 서울특별시                    | |                                            |
| 우이교 교차로                 | 우이천로                                | 도봉로                                        | 서울특별시                    | |                                            |
| 창동시장입구                  | 도봉로109길 도봉로110길                 | 도봉로                                        | 서울특별시                    | |                                            |
| 쌍문역                        |                                         | 도봉로                                        | 서울특별시                    | |                                            |
| 정의여중입구 교차로           | 노해로                                  | 도봉로                                        | 서울특별시                    | |                                            |
| 도봉보건소 교차로             | 해동로                                  | 도봉로                                        | 서울특별시                    | |                                            |
| (명칭 미상)                   | 도봉로136길                             | 도봉로                                        | 서울특별시                    | |                                            |
| 방학사거리                    | 방학로                                  | 도봉로                                        | 서울특별시                    | |                                            |
| 방학역 교차로                 | 도당로                                  | 도봉로                                        | 서울특별시                    | |                                            |
| 신도봉사거리                  | 시루봉로 도봉로154길                    | 도봉로                                        | 서울특별시                    | |                                            |
| 도봉역 교차로                 | 국도 제3호선 (도봉로170길) 도봉로169길  | 도봉로                                        | 서울특별시                    | 국도 제3호선과 중복                                                                                         |                                            |
| 도봉교                        |                                         | 도봉로                                        | 서울특별시                    | 국도 제3호선과 중복                                                                                         |                                            |
| (명칭 미상)                   | 도봉로180길 도봉로181길                 | 도봉로                                        | 서울특별시                    | 국도 제3호선과 중복                                                                                         |                                            |
| 도봉산역 교차로               | 도봉산길                                | 도봉로                                        | 서울특별시                    | 국도 제3호선과 중복                                                                                         |                                            |
| (명칭 미상)                   | 마들로                                  | 도봉로                                        | 서울특별시                    | 국도 제3호선과 중복                                                                                         |                                            |
| 국도 제3호선 (평화로)와 직결  |                                         |                                               |                               | |                                            |

## 중앙버스전용차로제
현재 이 시도에서 중에서 중앙버스전용차로제가 시행되고 있는 곳은 도봉로 전체 구간 (길이 9.8km)이다.

## 같이 보기
- 국도 제3호선
- 분당~내곡 도시고속화도로
- 언주로